# Dolina Niemierzyńska

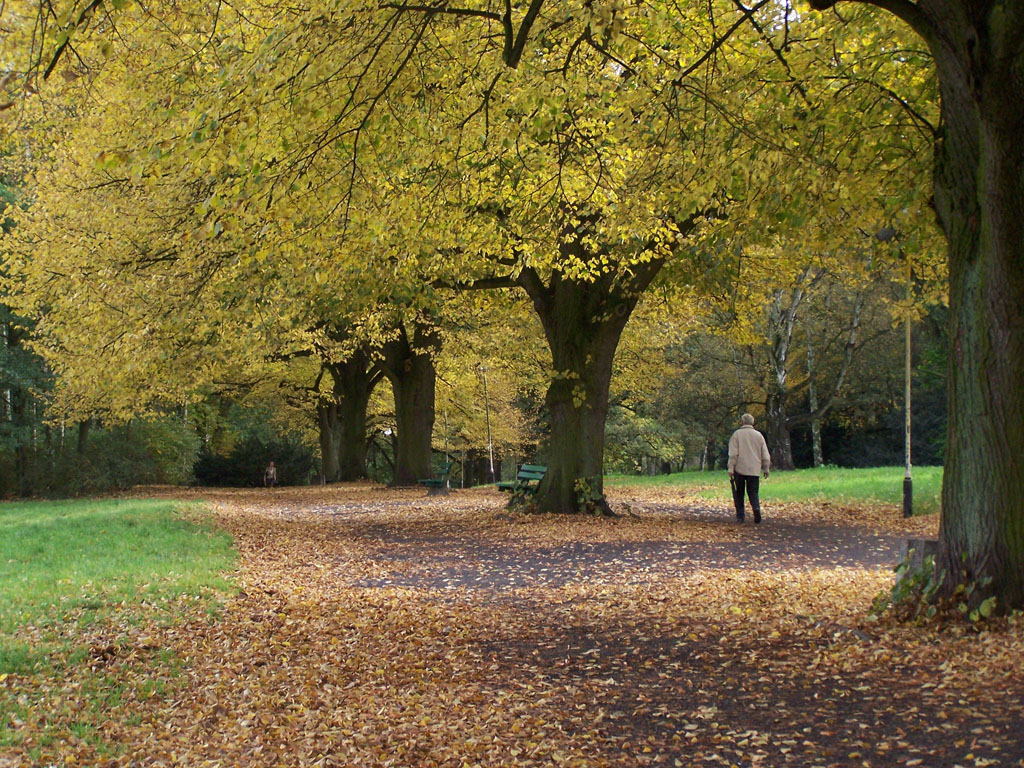
Park Kasprowicza, znajdujący się na terenach doliny

Dolina Niemierzyńska – dolina znajdująca się na terenie Szczecina, w jego środkowo-zachodniej części. 
Znajduje się tu osiedle Niemierzyn, jak i skrawek Niebuszewa. Dolina rozciąga się nad potokiem Osówka, na jej wzniesieniach i stokach znajduje się Park Kasprowicza, Ogród Dendrologiczny im. Stefana Kownasa oraz część Parku Leśnego Arkońskiego. Na terenie Doliny Niemierzyńskiej dominują gleby torfowe. Pod koniec XVI wieku w północnej części doliny prowadzono hodowlę owiec, założoną prawdopodobnie przez Eckelberga.